# Declínio e queda de Pedro II do Brasil

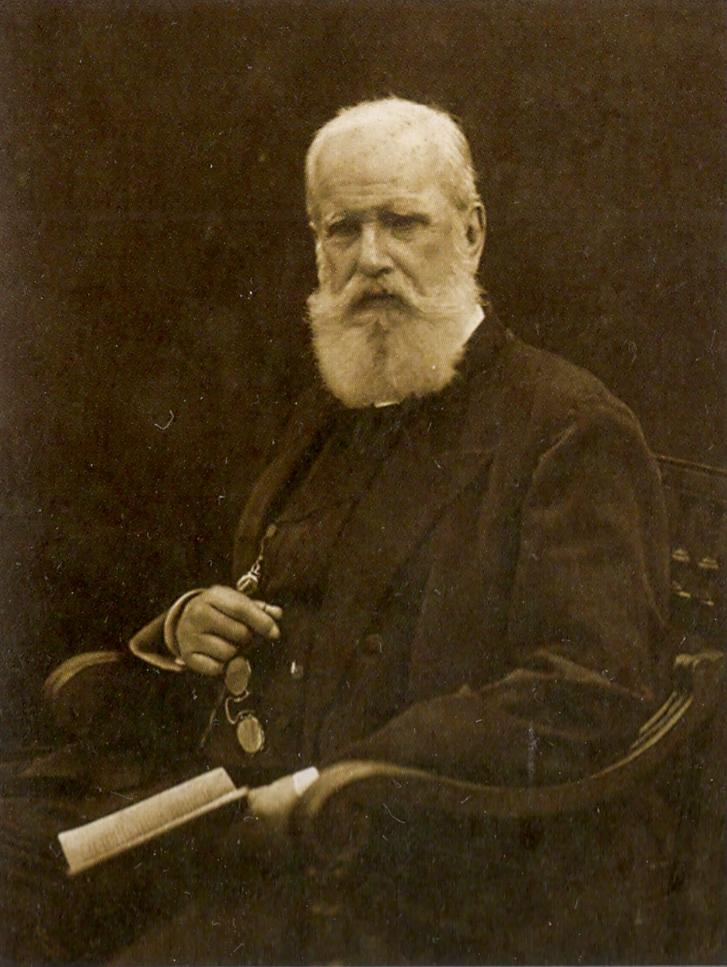
Pedro em 1887, por Lucien Walery

O declínio e queda do Império do Brasil decorreu na década de 1880, com os principais fatores cada vez mais entrando em evidência após o ano de 1881. O período também coincidiu com uma época de grande progresso e estabilidade econômica e social sem precedentes no Império do Brasil, durante a qual a nação conseguiu crescer internamente e alcançar um lugar de destaque como potência emergente no cenário internacional.
Pedro deixou de acreditar na monarquia como uma forma de governo viável para o futuro do Brasil depois da morte de seus dois filhos homens, restando apenas sua filha Isabel, Princesa Imperial, como a herdeira presuntiva da coroa. Uma soberana mulher, apesar de constitucionalmente permitida, era considerada inaceitável tanto para Pedro quanto para aqueles no poder. A questão foi ignorada durante décadas enquanto o país progredia e o imperador mantinha boa saúde.
Sua saúde começou a piorar a partir de 1881, e Pedro afastou-se gradualmente dos assuntos públicos. Mesmo cansado de estar preso a um trono que duvidava que sobrevivesse após sua morte, ele perseverou por responsabilidade e também porque não parecia existir alternativa imediata. Além disso, Isabel não demonstrava nenhum desejo de suceder ao pai. A indiferença com sistema imperial por parte tanto do imperador quanto de sua filha permitiram que a descontente minoria republicana, formada principalmente por oficiais militares insubordinados e fazendeiros insatisfeitos com o fim da escravidão, ficasse audaciosa e eventualmente lançasse um golpe de Estado que derrubou o império.

## Prosperidade
O Império do Brasil mudou muito ao longo das cinco décadas desde a ascensão ao trono do imperador D. Pedro II em 1831. O  país continuou a prosperar e a diversidade social aumentou durante a década de 1880, incluindo o primeiro movimento organizado pelos direitos da mulher. O liberalismo adotado por sucessivos gabinetes governamentais favoreceu a iniciativa privada e resultou em décadas de prosperidade econômica. O comércio internacional brasileiro tinha alcançado um valor total de 79 bilhões de réis entre 1834 e 1839. Esse valor continuou a crescer anualmente até chegar em 472 bilhões entre 1886 e 1887 (um aumento anual de 3,88% desde 1839). O crescimento econômico brasileiro após 1850 podia ser comparado favoravelmente aos Estados Unidos e outras nações da Europa. O jornalista e historiador Hélio Vianna estima o valor do PIB de 50.000:000$000 em 1840, vindo a atingir a cifra de 500.000:000$000 em 1889 (uma taxa de crescimento anual de 4,81% desde 1840 a 1889, totalizando 49 anos de crescimento do PIB em 4,81%). Obtendo uma renda per capita de 34$882 mil réis em 1889. A renda nacional (Receitas Gerais da União), que chegava em 11,795 bilhões de réis em 1831, foi parar em 160,840 bilhões em 1889. A renda nacional (Receitas Gerais da União) era classificada como a oitava maior do mundo em 1858. Para dar uma ideia do potencial econômico do Brasil durante o império, segundo a Enciclopédia Barsa: "[se] ele tivesse sido capaz de sustentar o nível de produtividade alcançado em 1870 e conseguido aumentar o ritmo das exportações em um igual àquele verificado na segunda metade do século XIX, sua renda per capita em 1950 teria sido comparável a média per capita das nações no oeste europeu".

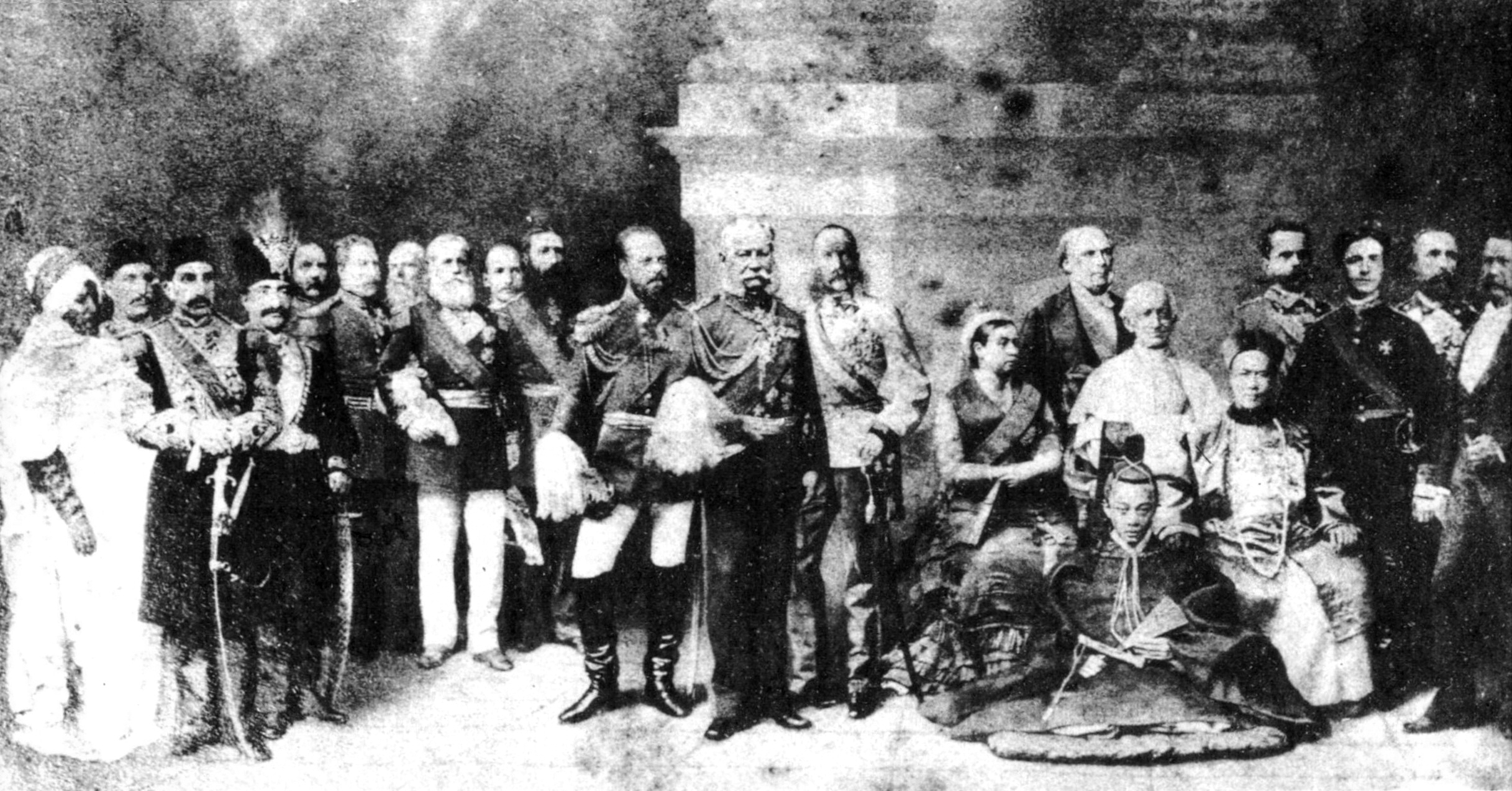
"Os Soberanos do Mundo". Por volta de 1889, Pedro II (à esquerda, de túnica preta, calças brancas e faixa) havia alcançado proeminência no cenário mundial tanto para o Brasil quanto para si mesmo

Durante este período ocorreu um desenvolvimento em grande escala, antecipando iniciativas similares nos países europeus. Existiam cinquenta fábricas em 1850 cujo valor era maior que sete bilhões de réis. Ao final do período imperial em 1889, o Brasil tinha 636 fábricas (taxa anual de 6,74% desde 1850) que valiam 401.630:600$000 réis (crescimento de 10,94% desde 1850). Segundo Steven Topik, a "zona rural ecoava com o tinido de trilhos de ferro sendo colocados enquanto ferrovias eram construídas no ritmo mais furioso do século XIX; de fato, a construção nos anos 1880 foi a segunda maior em termos absolutos em toda a história do Brasil. Apenas oito países no mundo inteiro colocaram mais trilhos na década de 1880 do que o Império do Brasil". A primeira linha férrea tinha apenas quinze quilômetros, aberta em 30 de abril de 1854, época em que muitos países europeus não possuíam esse meio de transporte. Crescendo para 718 quilômetros de linhas por volta de 1868, chegando a 9 200 quilômetros ao final do império em 1889 (com mais nove mil em construção), tornando o Império do Brasil o país com a maior rede ferroviária na América do Sul e Latina e também o nono país com a maior rede ferroviária no mundo.
Topik acrescenta que "fábricas também se espalharam pelo Império em um ritmo sem precedentes na década de 1880, e suas cidades estavam começando a receber os benefícios das companhias de gás, eletricidade, saneamento, telegrafia e bonde. 
O Império do Brasil estava entrando no mundo moderno". O Império do Brasil foi o quinto no mundo a instalar esgotos modernos nas cidades, o terceiro a ter um tratamento de esgoto e um dos pioneiros na instalação de linhas telefônicas (sendo o Império do Brasil o segundo país no mundo e das Américas, depois dos Estados Unidos e primeiro na América do Sul e Latina a possuir o telefone). Além disso, foi o primeiro da América do Sul a adotar um sistema de iluminação elétrica pública (em 1883) e o segundo nas Américas (depois dos Estados Unidos e primeiro na América do Sul e Latina) a estabelecer uma linha telegráfica conectando-o diretamente com a Europa (em 1874). A primeira linha surgiu no Rio de Janeiro em 1852. Em 1889 existiam 18 925 quilômetros de linhas conectando a capital com províncias brasileiras distantes como o Grão-Pará, até mesmo ligando o Brasil com outros países sul-americanos como a Argentina e o Uruguai.
O Império do Brasil era admirado internacionalmente por seu sistema democrático e também respeitado por sua liberdade de imprensa. Na política existiam "partidos sólidos e competitivos, um parlamento ativo, uma imprensa livre, liberdade de expressão". O presidente argentino Bartolomé Mitre chamou o país de uma "democracia coroada", enquanto o presidente venezuelano Juan Pablo Rojas Paúl afirmou ao saber da queda de Pedro II que "terminou a única república que existia na América [do Sul]: o Império do Brasil". O Brasil do último ano de reinado do imperador era uma nação "próspera e [internacionalmente] respeitada" que mantinha uma liderança incontestável na América Latina. Sua marinha era a quinta ou sexta mais poderosa do mundo em 1889, possuindo os navios de guerra mais poderosos no hemisfério ocidental. Pedro era amado pelo povo brasileiro e era considerado com "respeito, quase veneração" na América do Norte e Europa devido às suas ações e ideais democráticos, liberais e progressistas. Os comentários feitos por Christopher Columbus Andrews, antigo cônsul norte-americano no Rio de Janeiro, que conheceu o imperador no final de 1882, contam muito da visão geral que os estrangeiros tinham do Brasil e de seu monarca ao final da década de 1880:
| “ | Dom Pedro II, Imperador do Brasil ... possui uma mente intelectual, olhos de um azul acinzentado ..., barba cheia de grisalha, cabelos bem aparados, também grisalhos, tez rosada e expressão sombria. Ele é aprumado e tem um porte varonil ... Durante esse longo período [de seu reinado], tem havido algumas rebeliões nas províncias e alguma turbulência local, mas o Imperador sempre demonstrou tato, energia e humanidade que ajudaram muito a restaurar a ordem, a tranquilidade e a sensação de bem-estar. Desse modo, enquanto ele manteve o cetro, seu país continuou a prosperar. A vasta área permaneceu intacta e tornou-se um importante Império. Enquanto eu olhava para sua cabeça grisalha, quando ele seguia sua carruagem pelas ruas do Rio, eu disse para mim mesmo, 'Ali certamente vai um caráter augusto e venerável.' | ” |

O primeiro-ministro britânico William Ewart Gladstone afirmou que Pedro era "um modelo para os soberanos do mundo" e o considerava um "grande e bom soberano". O escritor brasileiro Machado de Assis posteriormente lembraria dele como "um homem humilde, honesto, bem instruído e patriótico, que sabia como fazer de um trono uma cadeira [por sua simplicidade], sem diminuir sua grandeza e respeitabilidade". O Brasil estava à beira da fragmentação quando Pedro assumiu o trono em 1831. Cinquenta e oito anos depois, o país estava em paz interna havia mais de quatro décadas, a escravidão tinha recentemente sido abolida, o sistema representativo estava consolidado e a liderança militar estava em mãos civis (algo incomum nos países hispano-americanos). De fato, como escreveu José Murilo de Carvalho, pela "longevidade de seu governo e as transformações que ocorreram ao longo de seu curso, nenhum outro Chefe de Estado marcou mais profundamente a história da nação".

## Declínio

### Imperador cansado

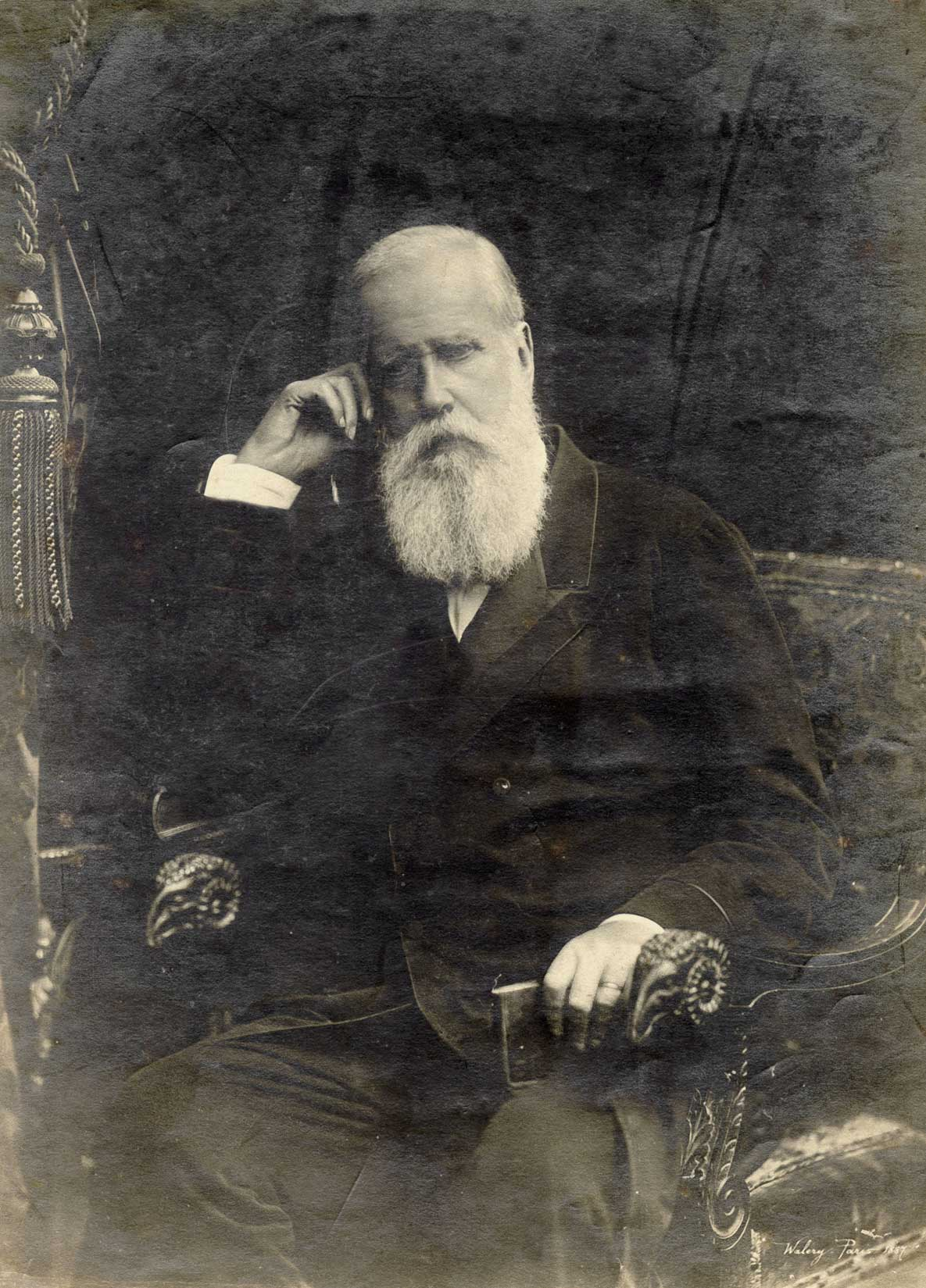
Pedro em 1887, por Lucien Walery. Um imperador cansado de sua coroa

A partir do final de 1880, cartas entre Pedro e Luísa Margarida de Barros, Condessa de Barral e sua confidente, revelam um homem que se tornara cansado do mundo e cada vez mais com uma visão alienada e pessimista. Ele frequentemente expressava "sua solidão, seu desejo de escapar para junto dela". O imperador mantinha uma fantasia de deixar tudo para trás e realizar sua amada ambição de estabelecer uma vida na Europa, como expressou: "eu se gozasse de toda a minha independência onde estaria? Adivinhe". Esse forte desejo de aposentar-se para uma vida no exterior menos controlada foi uma presença constante durante a década de 1880. Apesar da distância entre devaneio e realidade, ele permaneceu respeitoso com seu dever e era meticuloso ao realizar as tarefas exigidas pelo cargo imperial, mesmo que frequentemente sem entusiasmo.
Pedro também estava passando por um declínio físico, que apenas serviu para piorar seu estado mental. Ele era admirado durante sua juventude por sua habilidade de trabalhar por longas horas e rapidamente recuperar-se de reveses. Porém, "a falta de exercícios físicos e os péssimos hábitos alimentares também influenciavam". Nos anos 1880 o imperador precisou usar óculos pincenê para ler devido ao declínio de sua visão e próteses dentárias a fim de comer, já que o açúcar tinha feito seus dentes se deteriorarem. Inesperadamente começou a se manifestar uma tendência para cochilar, incluindo adormecer "no meio de reuniões importantes e durante compromissos públicos". A causa era o que se conhece hoje como diabetes mellitus tipo 2, com a qual Pedro foi diagnosticado por volta de 1882. O monarca foi afligido pelos anos seguintes com várias doenças repentinas, indo desde dores estomacais até febres. Ele sofreu um corte em sua perna esquerda em 1884, que infeccionou e demorou muito mais que o esperado para curar devido ao diabetes. Pedro também começou a sofrer de "problemas urinários devido ao dano causado pelo diabetes a seus rins".

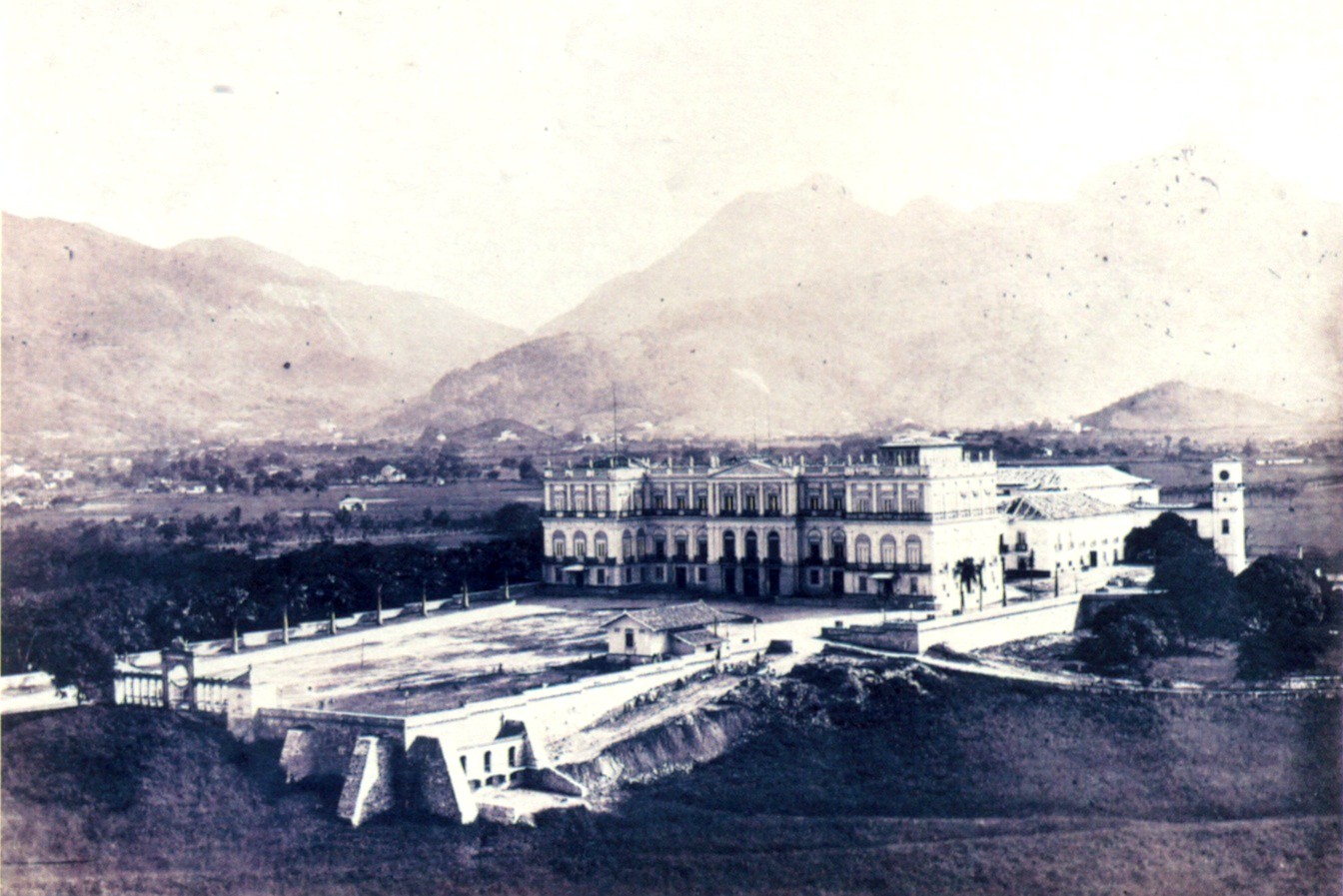
Palácio de São Cristóvão (atual Museu Nacional), na Quinta da Boa Vista. Residência oficial de Pedro II até o exílio. Fotografia de 1862.

Cansado do reinado e sofrendo de doenças frequentes, o imperador retirou-se cada vez mais dos negócios do governo, frequentemente comportando-se como um espectador. Ele foi visto caminhando pelas ruas da cidade vestido com uma casaca e carregando um guarda-chuvas, algumas vezes cercado por crianças sorridentes, olhando frutas em um mercado local e experimentando a comida servida aos estudantes em visitas a escolas. Pedro tentava viver uma vida como pessoa ordinária, "misturando-se com as pessoas nas ruas" de forma bem sucedida. Ele aboliu vários rituais relacionados com a monarquia, como por exemplo o beija-mão em 1872 e a Guarda dos Arqueiros em 1877, "a guarda palaciana que trajava uniformes multicoloridos e portava alabardas". O Paço Imperial, onde o governo se reunia, foi praticamente abandonado assim como o Paço de São Cristóvão, agora desprovido de cortesãos. O diplomata austríaco barão Joseph Alexander Hübner resumiu a situação em 1882:
| “ | Encontro o Palácio de São Cristóvão como sempre. É o castelo encantado dos contos de fada. Uma sentinela à porta e fora disso nem viva alma. Erro só pelos corredores que circundam o pátio. Não encontro ninguém, mas ouço o tilintar dos garfos num quarto ao lado onde o Imperador janta só com a Imperatriz sem o seu séquito, que se compõe de uma dama e de um camareiro. | ” |

A pompa, ritual e luxúria foram descartadas. Isso fez com que Pedro fosse visto como "um grande cidadão" na imaginação popular, porém ao mesmo tempo sua imagem como monarca, como um símbolo vivo e figura de autoridade, foi diminuída. A sociedade dava grande importância aos cerimoniais e costumes, mas o imperador descartou muito do simbolismo e aura que o sistema imperial possuía. Um jornalista alemão comentou em 1883: "Passa-se uma coisa rara, na situação do Imperador: ele não possui nenhuma fortuna pessoal e sua lista civil, já de si insuficiente, vai na maior parte para obras de beneficência, de modo que ele não pode manter nenhuma pompa na corte, nem pode fazer nada para dar brilho às suas residências [...] Sem dúvida isso é muito honroso para o homem, mas contribui pouco para dar o necessário prestígio ao Imperador ".

### Sem herdeiro
Depois de passarem pelos perigos e obstáculos do governo, as figuras políticas que surgiram durante a década de 1830 ficaram cautelosas ao assumir um papel maior no governo da nação. Eles viam Pedro como o provedor de uma fonte de autoridade útil e essencial tanto para o governo quanto para a sobrevivência nacional. A habilidade natural do imperador e sua proficiência como governante suscitaram maior deferência à medida que o tempo passava. Os políticos "consideravam-no a chave do bom funcionamento do sistema, alguém cuja reputação e autoridade protegiam-no de toda discussão", como disse o historiador Roderick J. Barman. Esses políticos mais velhos começaram a morrer ou se aposentar até que, por volta de 1880, eles tinham sido quase que inteiramente substituídos por uma geração mais jovem que não havia passado pelo Período Regencial e os primeiros anos do reinado de Pedro, quando perigos internos e externos ameaçaram a existência da nação. Eles apenas conheciam a prosperidade e uma administração estável. Em contraste com aqueles do período anterior, os políticos mais novos não viam motivos para manter e defender o cargo imperial como uma força unificadora benéfica para o país. Agora as elites no poder esqueciam e desconsideravam o papel do imperador em alcançar uma época de unidade nacional, estabilidade e bom governo. Pelo próprio sucesso, Barman afirmou que "Pedro II fez de si mesmo redundante como Imperador".

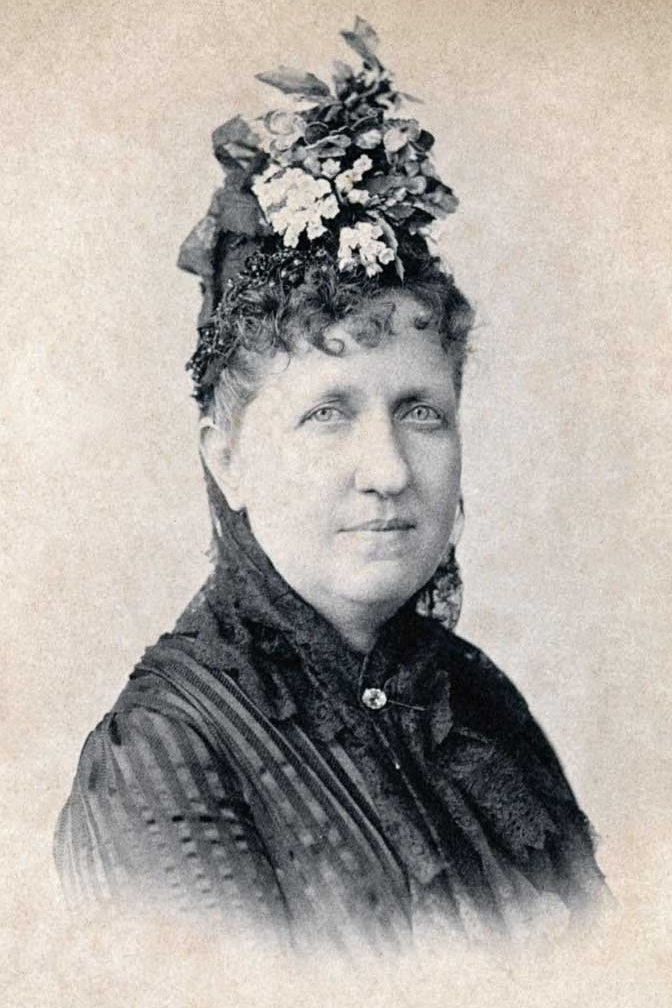
Isabel em 1887, por Joaquim José Insley Pacheco.

A falta de um herdeiro que poderia providenciar uma nova direção viável para a nação também diminuiu as perspectivas a longo prazo para a continuidade da monarquia brasileira. Pedro amava sua única filha viva D. Isabel, Princesa Imperial, e respeitava seu caráter. Entretanto, ele considerava uma sucessora feminina inadequada para ser governante do Brasil. "O destino havia se manifestado na perda de seus dois herdeiros homens e na falta, após a morte deles, de mais filhos". Essa visão também era compartilhada pela classe política, que continuou a nutrir reservas quando se tratava de qualquer pensamento sobre aceitar uma governante mulher. Os filhos de Isabel também foram descartados como herdeiros. Pedro não os criou como possíveis sucessores do trono, mas sim na esperança de que eles se transformassem em cidadãos dignos. O consenso era de que um sucessor adequado "precisava ser um homem" da linhagem da Casa de Bragança. D. Maria I de Portugal, a bisavó paterna do imperador, havia sido uma rainha soberana. Porém, ela tinha se casado com seu tio o rei D. Pedro III, também um Bragança.
Isabel não se importava com nenhuma dessas questões e não se imaginava assumindo a posição de monarca. Seus compromissos públicos não davam indicações de estar preparada para assumir um papel maior no governo. Ela parecia contente em apoiar a posição de seu pai e não fez nenhum esforço para reunir uma facção própria de apoiadores dentro do quadro político. Suas visões e crenças não atraiam os políticos insatisfeitos, então nenhum movimento independente formou-se para adotá-la como sua campeã. Ela "estava satisfeita com a vida de uma dama aristocrática, dedicada à família, religião, obras de caridade, teatro, ópera, pintura e música". Seu marido o príncipe Gastão, Conde d'Eu, também estava desinteressado. Ele era tímido, humilde e evitava demonstrações de pompa e luxo. Seu comportamento foi descrito como "exemplar" desde seu casamento com Isabel em 1864, mas as virtudes pessoais de Gastão não se tornaram parte de sua imagem pública. Aqueles fora de seu círculo imediato acabaram caracterizando-o como um intruso estrangeiro e ganancioso. Também circularam rumores sem fundamento sobre negócios duvidosos, como por exemplo um que o representava como um senhor de favela do Rio de Janeiro. A perspectiva do conde tornar-se consorte prejudicava ainda mais as perspectivas de Isabel de tornar-se imperatriz. O casal "não oferecia aos brasileiros um centro alternativo de lealdade ou uma visão diferente da monarquia".
Um imperador cansado que não mais se importava com o trono, uma herdeira que não tinha desejo de assumir a coroa, descontentamento entre os círculos de poder que desconsideravam o papel imperial nos assuntos nacionais: tudo parecia prever o fim iminente da monarquia. Mesmo assim, Pedro não estava preocupado que os tempos e as condições estavam mudando. Ele ficou, depois de quase seis décadas no poder, complacente na crença de que a devoção e apoio de seus súditos era imutável. Por esses fatores e a falta de uma resposta enérgica por parte do imperador, foi dito que a responsabilidade principal pela queda da monarquia foi do próprio Pedro.

### Republicanismo
O republicanismo – tanto o apoio para uma república presidencialista quanto por uma parlamentar – surgiu no Brasil como movimento político duradouro em dezembro de 1870 na província do Rio de Janeiro com a publicação de um manifesto assinado por sessenta pessoas e a criação de um Clube Republicano. Ele representava uma "minoria insignificante de acadêmicos". Não havia repúdio ou desejo de abolir a escravidão no manifesto. O Partido Republicano da província de São Paulo foi criado em 1873 e afirmou que a escravidão teria de ser resolvida pelos partidos monarquistas, o Partido Conservador e o Partido Liberal. A razão para isso foi que muitos republicanos paulistas eram também fazendeiros donos de escravos. O objetivo da maioria dos republicanos era esperar a morte de Pedro e impedir a ascensão de Isabel por meio de um plebiscito ou outra forma pacífica. O republicanismo não planejava nenhum "ajuste social" (como melhorar a qualidade de vida dos ex-escravos) e seus defensores "não eram revolucionários no sentindo profundo da palavra". O movimento republicano brasileiro "teve uma evolução lenta e irregular, concentrado nas províncias sul da Bahia" – mais precisamente nas províncias de São Paulo, Rio de Janeiro, Minas Gerais e São Pedro do Rio Grande do Sul.

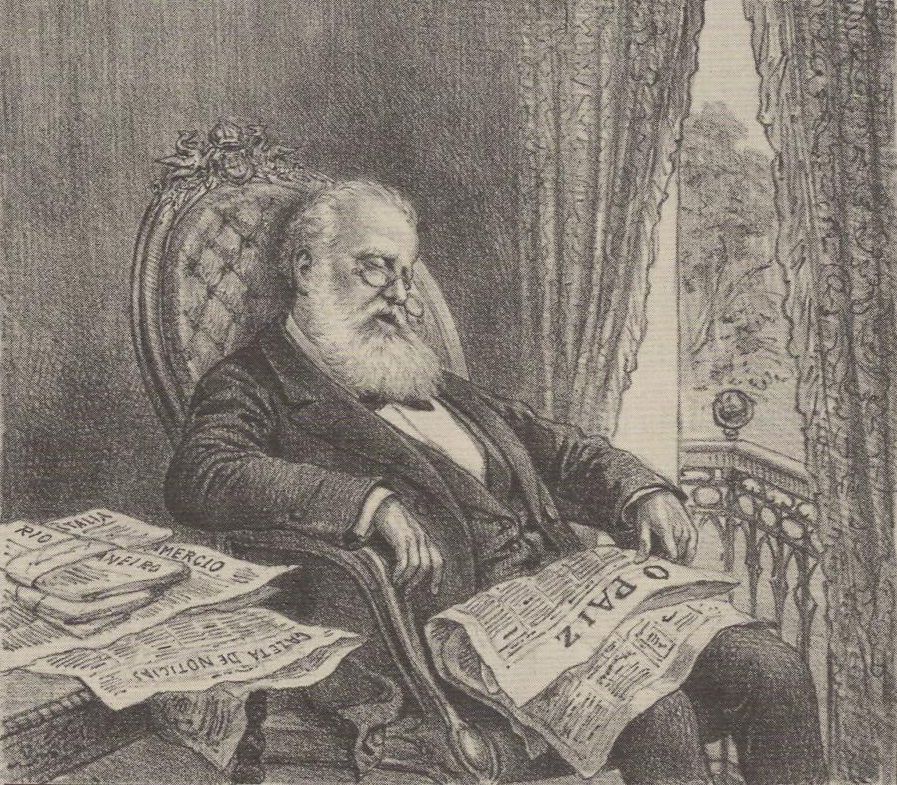
Caricatura por Angelo Agostini publicada na Revista Illustrada caçoando a falta de interesse de Pedro em política ao final de seu reinado.

Era "um grupo extremamente pequeno" com uma "organização precária nas províncias" e nenhuma coesão ou conexão interna. A única facção republicana a alcançar alguma influência política foi o Partido Republicano de São Paulo, que conseguiu eleger dois deputados em 1884 para a Câmara dos Deputados, porém nenhum foi eleito para a última legislatura do império em 1889. Na década de 1880 o movimento "atraia a simpatia em números menores do que o abolicionismo, e em um ritmo menor". Seus números cresceram apenas depois de 1888, adicionando novos defensores que consistiam em fazendeiros ex-donos de escravos que se viam vítimas de uma abolição injusta e que não tinha lhes dado nenhum tipo de indenização. Mesmo assim, em 1889 os "republicanos declarados eram provavelmente uma pequena minoria" já que "na realidade, os ideais republicanos nunca tinham conseguido seduzir o povo. Sua disseminação estava restrita aos campos intelectuais e militares".
Como "os próprios republicanos reconheciam, o partido não tinha o tamanho, organização e apoio popular suficiente para derrubar a monarquia". O historiador Nelson Werneck Sodré chegou a dizer que o republicanismo "não tinha conseguido, em qualquer momento de seu desenvolvimento, estimular a alma nacional. Ele nunca teve a estatura para provocar um forte entusiasmo ou engajar todas as forças que estavam se afastando do trono". O Partido Republicano existente desde os anos 1870 era bem pequeno mesmo com toda a propaganda radical e a pouca interferência das autoridades. Ele elogiava repúblicas como os Estados Unidos, Argentina e França, enquanto convenientemente ignorava monarquias progressistas como o Reino Unido e os países nórdicos da Dinamarca e a Suécia e Noruega. Seus membros em 1889 eram "oradores em praças públicas e escritores em periódicos. Eles estavam longe de terem o poder para desenvolver uma propaganda que poderia abalar as fundações do trono". Para Sodré, no "progresso político do segundo reinado, o partido republicano tinha tal papel maçante e secundário que até mesmo poderia ser esquecido; era incapaz de influenciar argumentos que defendessem a dissolução do regime". Foi a crise entre militares e governo, "de origem e evolução bem diversa" do republicanismo, que mostrou-se o principal fator na queda da monarquia.
Pedro demonstrou pouco interesse no manifesto republicano de 1870. José Antônio Pimenta Bueno, Visconde de São Vicente (depois Marquês de São Vicente) e o então Presidente do Conselho de Ministros, sugeriu ao imperador que os republicanos fossem proibidos de entrarem no serviço público, uma prática comum entre as monarquias da época. Pedro respondeu dizendo: "Sr. São Vicente, o país que se governe como entender e dê razão a quem tiver". São Vicente repreendeu o monarca, "Vossa Majestade não tem o direito de pensar nessa maneira. A Monarquia é uma doutrina constitucional que Vossa Majestade jurou manter; ela não está encarnada na pessoa de Vossa Majestade". Porém Pedro não se importou e simplesmente respondeu: "Bem, se os Brasileiros não me querem como seu Imperador, então tornar-me-ei um professor!".
O imperador não apenas recusou-se a proibir os republicanos de tornarem-se funcionários públicos, como também contratou o oficial militar republicano Benjamin Constant como professor de matemática para seus netos. Ele permitiu atividades republicanas públicas, incluindo jornais, assembleias, encontros e partidos políticos, e isentou deputados republicanos eleitos de realizarem o juramento de lealdade à coroa. A liberdade de imprensa, "uma das fundações do regime, continuou permitindo críticas ferozes e vis caricaturas opondo-se ao regime e suas personalidades públicas". Pedro era intransigente em sua defesa da irrestrita liberdade de expressão, que havia existido no Brasil desde sua independência em 1822. Ele foi acusado de ser muito tolerante com os republicanos, más "ele não prestou atenção para vários avisos afirmando que seu comportamento minava a fundação política da monarquia". O imperador disse a José Antônio Saraiva em 1889 que não se importaria caso o Brasil se tornasse uma república. Como colocou Heitor Lyra: "a indiferença do Imperador para com o destino do regime também foi um dos principais fatores na queda da Monarquia".

### Deterioração militar
O enfraquecimento da disciplina dentro das forças armadas brasileiras foi um sério problema que começou a ficar evidente na década de 1880. A antiga geração de oficiais eram leais à monarquia, acreditavam que as forças deveriam ficar sob controle civil e tinham grande aversão ao caudilhismo militarista contra o qual tinha lutado. Entretanto, esses mais velhos não estavam mais no controle e muitos tinham morrido, incluindo Luís Alves de Lima e Silva, Duque de Caxias, Manuel Marques de Sousa, Conde de Porto Alegre, e Manuel Luís Osório, Marquês do Herval, dentre outros. Era aceitável que oficiais militares ativos participassem de política. Porém, a maioria fazia isso como membros do Partido Conservador ou do Partido Liberal. Isso significou que suas carreiras políticas podiam entrar em conflito com seu dever como membros das forças armadas insubordinando-se ao governo civil, que poderia estar nas mãos de seus oponentes políticos. Envolvimentos anteriores na política por membros das forças armadas não haviam ameaçado a estabilidade das instituições do Brasil, muito pela difundida lealdade para com a monarquia e a constituição. O conflito de interesses ao se misturarem as esferas política e militar ficou mais óbvio e ameaçador enquanto o apoio do estabelecimento constitucional erodia entre alguns elementos dentro das forças armadas, apesar de nem Pedro ou o governo parecerem ter percebido a extensão e implicações do envolvimento cada vez maior de militares como dissidentes políticos. Até esse ponto os brasileiros, civis e militares, compartilhavam um sentimento de orgulho na estabilidade política da nação e por terem conseguido evitar caudilhos, golpes, ditaduras militares e rebeliões que caracterizavam seus países vizinhos. A percepção de superioridade do sistema brasileiro foi atribuída à tradição estabelecida do controle civil sobre as forças armadas. As pessoas que ocupavam os cargos de Ministro da Guerra e Ministro da Marinha nos gabinetes de governo eram, com raras exceções, civis.

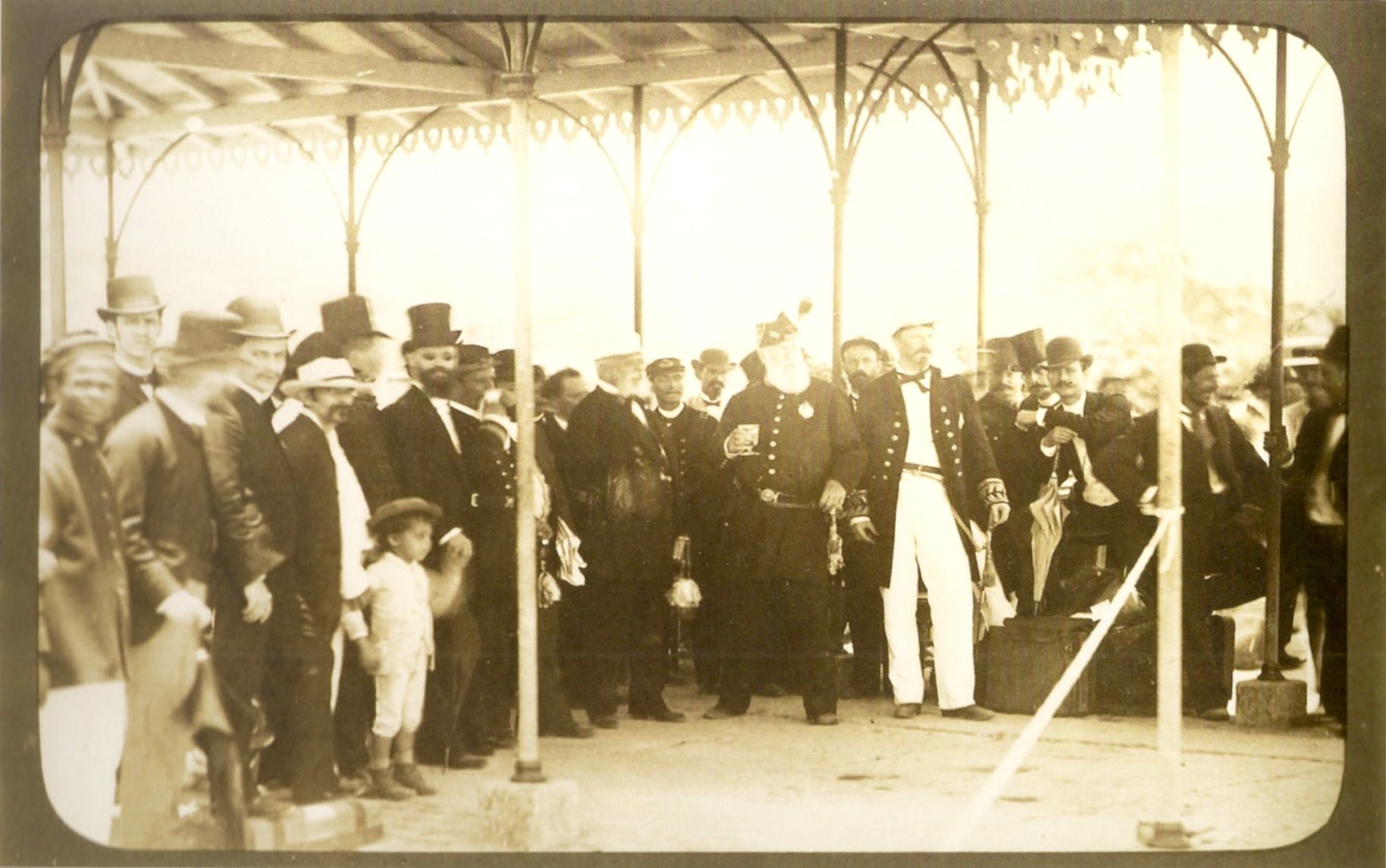
Pedro (segurando uma taça e vestido com um uniforme de marechal do exército) ao lado de seu genro Gastão assistindo a uma demonstração dos recém adquiridos canhões para o exército, por Marc Ferrez em 1886. A deterioração entre as forças militares havia se tornado evidente nesse ponto

O ano de 1882 viu os primeiros sinais de insubordinação entre os corpos do Exército Brasileiro quando um grupo de oficiais assassinou um jornalista em plena luz do dia. Ele havia publicado uma artigo que eles consideraram uma ofensa contra suas honras. Entretanto, nenhum dos participantes foi sujeito a alguma punição por suas ações. Registros a partir de 1884 mostram que do exército de paz formado por 13 500 homens, mais de 7 526 tinham sido em algum momento presos por insubordinação. Os militares eram mal remunerados, equipados inadequadamente, mal instruídos e escassamente espalhados pelo vasto império, frequentemente em pequenas "guarnições de 20, 10, 5 e até mesmo 2 homens". A maioria dos corpos de não-oficiais consistiam em homens recrutados do sertão no nordeste e posteriormente ex-escravos. Estes eram voluntários que procuravam alguma forma de subsistência já que não existia conscrição. Eles eram completamente despreparados para a vida militar, tinham pouca educação ou conceito de responsabilidade cívica e governo. Um brasileiro pobre do nordeste via seus comandantes militares da mesma maneira que via capangas dos chefes políticos de sua terra. Um ex-escravo veria seu severo oficial superior como pouco diferente de seu antigo dono e seus capatazes. Eles não tinham meios de entender que estavam sendo usados para efetivar um golpe, que suas ordens os colocavam em rebelião contra o imperador ou que suas ações levariam a uma ditadura. O recruta comum seguia ordens cegamente e esperava evitar punições de seus superiores devido a algum erro.
O tenente-coronel Antônio de Sena Madureira, conhecido por sua falta de disciplina, publicou em 1886 artigos de jornal criticando Alfredo Rodrigues Fernandes Chaves, o então Ministro da Guerra, um ato de insubordinação proibido pela lei. Ao invés de ser punido, Sena Madureira foi apoiado por seu comandante o marechal de campo Deodoro da Fonseca. Fernandes Chaves, assim como o gabinete Conservador liderado por João Maurício Wanderley, Barão de Cotegipe, decidiu não penalizar o coronel em uma tentativa de dissensão silenciosa. Todavia, o gabinete foi além e removeu quaisquer restrições sobre oficiais militares expressarem suas opiniões. Em consequência dessa política, subordinados puderam daquele momento em diante criticar publicamente seus superiores, dessa forma minando a autoridade militar e política, incluindo a do próprio gabinete.
Um oficial bêbado foi preso pela polícia no começo de 1888 por causar perturbações na rua. Vários oficiais, incluindo Deodoro, ficaram ultrajados pela prisão e insistiram para que o chefe de polícia fosse dispensado. Cotegipe, que ainda liderava o gabinete, recusou-se a aceitar a exigência. Porém Isabel, agindo como regente em nome de seu pai que estava viajando na Europa, ao invés disso optou por dispensar o gabinete inteiro e apoiar a chamada "facção militar indisciplinada". Seu motivo foi usar o incidente como pretexto para substituir Cotegipe, que era abertamente contra a abolição da escravidão, uma questão que dominava o parlamento na época. Apesar da princesa ter ganho um gabinete novo liderado por João Alfredo Correia de Oliveira e composto por políticos que apoiavam a abolição, a decisão de Isabel causou consequências inesperadas e terríveis para a monarquia. Ao invés de aplacar uma facção militar indisciplinada, isso abriu o caminho para demandas mais audaciosas e indisciplinas mais amplas, ao mesmo tempo expondo as fraquezas do poder civil. Vários oficiais começaram a conspirar abertamente contra o governo, esperando que em uma república eles não mais seriam expostos ao "assédio" que acreditavam estar sofrendo sob a monarquia. O marechal de campo Floriano Peixoto inclusive defendia uma "ditadura militar".
Outra importante influência que apareceu durante a década de 1880 foi a disseminação do positivismo entre os oficiais de patente baixa e média, além de alguns civis. Os positivistas brasileiros acreditavam que uma república era superior à monarquia. Entretanto, eles também viam uma democracia representativa e liberdade de expressão como ameaças. Eles também se opunham às religiões, especialmente a Igreja Católica. Essas pessoas defendiam o estabelecimento de uma ditadura com um ditador vitalício que poderia nomear seu sucessor, além de um governo altamente centralizado e "a incorporação do proletariado na sociedade através do fim dos privilégios burgueses". O positivismo compartilhava muitos elementos com os posteriores bolchevismo, marxismo e leninismo. Todavia e incrivelmente, os positivistas queriam que Pedro assumisse a primeira ditadura, esperando usá-lo para suavizar a transição da monarquia para a nova república.
Um dos positivistas mais influentes do Brasil era o tenente-coronel Benjamin Constant, professor da Escola Central Militar. Apesar de admirado ao ponto da veneração pelos jovens cadetes, ele era desconhecido do público. Constant e outros instrutores positivistas incutiam nos estudantes sua ideologia. Exercícios militares e estudos sobre Antoine-Henri Jomini e Colmar von der Goltz foram colocados em segundo plano no currículo da Escola, sendo substituídos por um foco em discussões políticas e leituras de Auguste Comte e Pierre Lafitte. Os cadetes logo tornaram-se agitadores políticos insubordinados. Mesmo assim, os positivistas ainda esperavam realizar uma transição pacífica para sua fantasia de uma ditadura republicana, e Constant, que também ensinava os netos do imperador, encontrou-se com Pedro e tentou convencê-lo a juntar-se à sua causa. A proposta foi recusada firmemente e Constant passou a acreditar que não havia outra alternativa além de um golpe de Estado. Como resultado, seria formada uma coalizão entre a facção indisciplinada do exército de Deodoro e a facção positivista de Constant que diretamente levaria ao golpe de Estado republicano de 15 de novembro de 1889. De acordo com um dos próprios líderes, apenas aproximadamente vinte por cento do exército brasileiro participou ou ativamente apoiou a derrubada da monarquia.

### Viagem e abolição

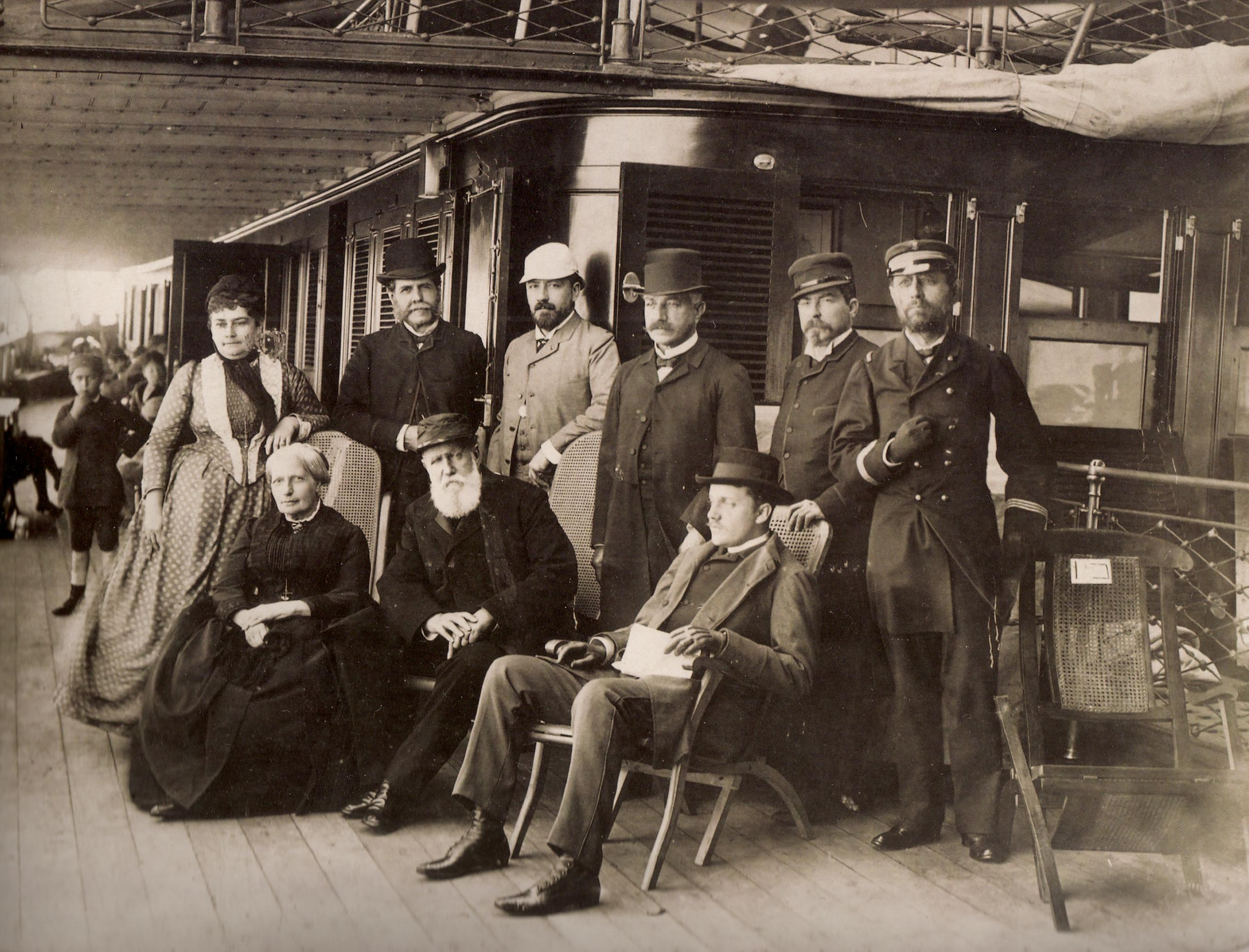
Pedro partindo para a Europa em 1887, por Arsênio Neumão da Câmara. No seu lado direito está sua esposa Teresa Cristina enquanto na sua esquerda está seu neto Pedro Augusto

A saúde do imperador tinha piorado consideravelmente por volta de 1887 e ataques de febre tinham se tornado comuns. Seus médicos pessoais sugeriram uma viagem para a Europa como tratamento médico. Ao partir, ele foi saudado por uma multidão que gritou "Vida longa Sua Majestade o Imperador do Brasil!" Pedro embarcou em 30 de junho de 1887 junto com sua esposa a imperatriz D. Teresa Cristina e seu neto mais velho o príncipe Pedro Augusto de Saxe-Coburgo-Gota. Assim como em suas duas viagens anteriores, Isabel permaneceu como regente em seu lugar. Ele ficou durante um curto período em Portugal e depois viajou para Paris, hospedando-se como nas outras vezes no Grand Hotel. Lá ele recebeu Louis Pasteur, Ambroise Thomas, Pierre Émile Levasseur, François Coppée, Alexandre Dumas, filho, Arsène Houssaye, Guerra Junqueiro e dois netos de Victor Hugo, dentre outros. Em uma conversa com Houssaye, o imperador novamente lamentou aquilo que considerava uma "coroa de espinhos" que precisava aguentar. Pedro também se encontrou com seu antigo amigo Michel Eugène Chevreul, então com 102 anos.
O monarca foi examinado pelos médicos franceses Charles-Édouard Brown-Séquard, Jean-Martin Charcot e Michel Peter, que recomendaram uma visita aos spas de Baden-Baden, Baden. Ele permaneceu lá por dois meses e se encontrou com antigos conhecidos, incluindo o imperador Guilherme I da Alemanha e o rei Leopoldo II da Bélgica. Ele também visitou a tumba de sua filha a princesa D. Leopoldina na cidade de Coburgo, Saxe-Coburgo-Gota. Pedro voltou para Paris em 8 de outubro e encontrou-se com suas irmãs as princesas D. Januária e D. Francisca. De lá ele viajou para a Itália onde foi convidado para um jantar com o rei Humberto I e também com a rainha Vitória do Reino Unido e a rainha consorte Natália da Sérvia. Em Florença ele inaugurou o quadro Independência ou Morte de Pedro Américo na presença de Vitória, Natália e do rei Carlos I de Württemberg. Em Milão encontrou-se com Cesare Cantù. Lá sua saúde piorou em 3 de maio de 1888 e ele passou duas semanas entre vida e morte, até mesmo recebendo a extrema unção. Charcot veio de Paris a fim de auxiliar nos cuidados e administrar injeções de cafeína, resultando na melhora da saúde do imperador. Pedro recebeu em 22 de maio as notícias de que a escravidão fora abolida no Brasil por uma lei assinada por Isabel. De cama, com a voz fraca e lágrimas nos olhos, ele exclamou "Grande povo, grande povo!".
Pedro retornou ao Brasil e desembarcou no Rio de Janeiro em 22 de agosto de 1888. O "país inteiro o recebeu com um entusiasmo nunca antes visto. Da capital, das províncias, de todo o lugar, chegavam provas de afeição e veneração. A emoção daqueles que o viram desembarcar, fraco, magro, com o corpo curvado, pernas fracas, foi a mais profunda". Cadetes da escola militar escalaram o Pão de Açúcar e colocaram uma enorme bandeira com a inscrição "Salve". Tal entusiasmo popular direcionado ao imperador não fora igualado nem pelas celebrações de sua maioridade em 1840, a Questão Christie de 1864, sua partida para São Pedro do Rio Grande do Sul em 1865 ou até mesmo a vitória na Guerra do Paraguai em 1870. De fato, como Heitor Lyra comentou, "julgando pelas manifestações gerais de afeição que o Imperador e a Imperatriz receberam na ocasião de sua chegada da Europa, neste inverno de 1888, nenhuma instituição política parecia ser tão forte quanto a monarquia no Brasil". Até mesmo antigos escravos demonstravam lealdade para com a monarquia e veementemente se opunham aos republicanos, quem eles chamavam de "os paulistas". A "monarquia parecia estar no auge de sua popularidade". Pedro havia alcançado o ponto máximo de prestígio entre os brasileiros.

## Queda

### Último ano
O ano de 1889 pareceu começar bem para a monarquia e para o Brasil. Gastão teve uma recepção entusiástica durante sua viagem de três meses pelo norte e nordeste do país, "demonstrando que monarquia permanecia poderosa por lá". O imperador viajou no final de julho para Minas Gerais, mostrando tanto que ele ainda estava ativo e engajado quanto o grande apoio que o monarca ainda tinha na província. Anteriormente, Gastão e Isabel também tinham realizado entre novembro de 1884 e março de 1885 aparições e viagens bem sucedidas nas províncias de São Paulo, Paraná, Santa Catarina e São Pedro do Rio Grande do Sul.
O Brasil gozou de grande prestígio internacional durante os últimos anos do império. As predições de problemas econômicos e trabalhistas causados pela abolição da escravidão no final não se materializaram e a colheita de café de 1888 foi bem sucedida, impulsionando a popularidade de Isabel. José do Patrocínio, um "proeminente jornalista abolicionista, um republicano incorrigível notável por seu desrespeito com a Família Imperial, não apenas renunciou suas visões" mas também "assumiu um papel importante na organização da 'Guarda Negra'". Esta era uma associação de ex-escravos dedicados à defesa da monarquia, além de assediar encontros republicanos.

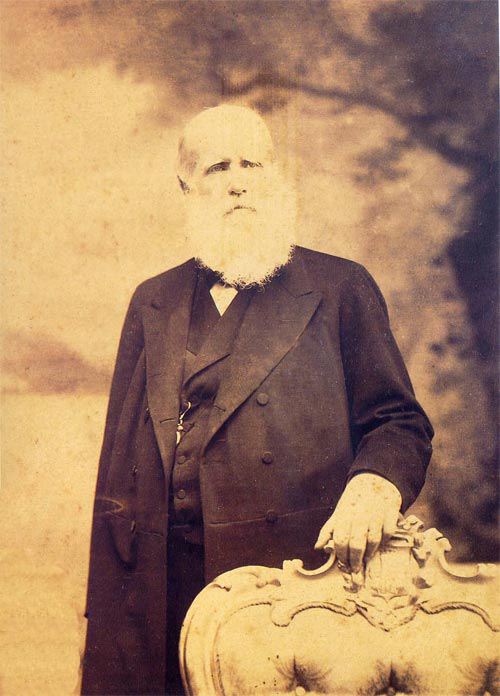
Pedro em 1888, por Francesco Pesce

O gabinete de Correia de Oliveira, responsável por aprovar a lei abolindo a escravidão, recebeu uma moção de desconfiança em 3 de maio de 1889 e foi forçado a renunciar em 7 de junho. Pedro chamou José Antônio Saraiva para formar um novo gabinete. Saraiva era um político muito pragmático e não se importava com a monarquia ou república contanto que tivesse poder. Ele francamente avisou o imperador que Isabel tinha poucas chances de reinar como imperatriz e que o próprio governo deveria assumir um papel ativo na facilitação de uma transição pacífica para uma república. Pedro aceitou a proposta e não se deu ao trabalho de avisar a filha. Seu comportamento durante a reunião revelam o quão pouco comprometido ele estava com a monarquia. Pedro deu pouquíssima consideração para a opinião de Isabel ou do povo brasileiro cuja enorme maioria apoiava o sistema imperial. O possível motivo para isso, desconhecido para muitos, era que o imperador tinha certa simpatia pela ideia de um governo republicano. Ele havia escrito à Barral em janeiro de 1880 comentando: "Difícil é a posição de um monarca nesta época de transição. Muito poucas nações estão preparadas para o sistema de governo para que se caminha, e eu decerto poderia ser melhor e mais feliz presidente da República do que imperador constitucional". Através da ação e da omissão, consciente e inconscientemente, ele vinha sabotando por quase uma década tanto a monarquia quanto as perspectivas do reinado de sua filha. O historiador Heitor Lyra declarou: "Não fosse ele o chefe da monarquia brasileira, diria que ele se havia aliado com os republicanos!". Entretanto, Saraiva mudou de ideia e recusou o cargo. Pedro então nomeou em seu lugar Afonso Celso de Assis Figueiredo, Visconde de Ouro Preto.
Diferentemente de Saraiva, Ouro Preto era um monarquista ferrenho que estava determinado a salvar o regime não importando os custos. Seu programa de reformas era altamente ambicioso e tinha a intenção de resolver antigas questões que os políticos há muito reclamavam. Dois itens que notavelmente ficaram de fora foi qualquer movimento para resolver a indisciplina militar e a urgente necessidade de restaurar a autoridade do governo sobre as forças armadas. Isso se mostraria um erro fatal. Dentre as reformas propostas estavam a expansão dos direitos de voto ao abolir o voto censitário, o fim dos mandatos vitalícios para o senado e, mais importante de todas, aumentar a descentralização que por sua vez iria transformar o país em uma federação ao permitir a eleição de prefeitos municipais e presidentes provinciais.
O fim da escravidão causou uma mudança de apoio ao republicanismo pelos fazendeiros de café, que mantinham grande poder político, social e econômico. A facção republicana também atraia outros insatisfeitos com a libertação dos escravos, que consideravam o ato um confisco de sua propriedade pessoal. Barman definiu: "Tradicionalistas em essência, eles consideravam a ação da regente uma traição repulsiva à sua longa lealdade. O que atraía os fazendeiros ao republicanismo, além de sua oposição à monarquia, era a promessa do movimento de indenizá-los pelos escravos perdidos [...] O republicanismo para esse grupo era menos uma crença do que uma arma".
Ouro Preto explorou o crédito disponível ao Brasil como resultado da prosperidade nacional para evitar uma reação negativa republicana. Ele disponibilizou enormes empréstimos com taxas favoráveis aos fazendeiros e abundantemente concedeu títulos e honras menores a fim de bajular as figuras políticas influentes que tinham ficado insatisfeitas. Ouro Preto também começou a tratar do problema dos militares desobedientes ao revitalizar a moribunda Guarda Nacional, naquele momento uma entidade que existia principalmente apenas no papel. Como Manuel Antônio da Rocha Faria, Conde de Nioaque e um político proeminente, comentou: "Chamo sua mais particular atenção sobre a reorganização da Guarda Nacional, de ter essa força com que em outros tempos os governos sufocaram revoltas militares. Se tivéssemos a Guarda Nacional organizada, os Deodoros e outros ignorantes militares estariam sossegados". Pedro também pediu para que Salvador de Mendonça, que estava indo para Washington, D.C. como representante brasileiro na Primeira Conferência Internacional dos Estados Americanos, estudasse cuidadosamente a Suprema Corte dos Estados Unidos com o objetivo de criar uma similar no Brasil e transferir as prerrogativas constitucionais do monarca para ela.
As reformas propostas pelo governo alarmaram os republicanos e as facções insubordinadas das forças armadas. Os republicanos viram que os planos de Ouro Preto iriam cortar o apoio de seus próprios objetivos, sendo encorajados a novas medidas. A reorganização da Guarda Nacional foi iniciada pelo gabinete em agosto de 1889, com a criação de uma milícia rival fazendo com que os dissidentes dentro do corpo de oficiais passassem a considerar ações mais desesperadas. Para os grupos republicanos e militares, tornou-se um caso de "agora ou nunca". Apesar de não existir desejo dentre a enorme maioria da população brasileira de alterar a forma de governo, os republicanos começaram a pressionar a facção indisciplinada para que derrubassem o regime imperial.
Um grande número de oficiais reuniram-se no Clube Militar em 9 de novembro e decidiram realizar um golpe de Estado com o objetivo de derrubar a monarquia. Dois dias depois, na casa de Ruy Barbosa, um plano para executar o golpe foi elaborado por oficiais que incluíam Deodoro e Constant, além de dois civis: Quintino Bocaiuva e Aristides Lobo. Foi a única reunião importante em que civis republicanos participaram, já que Deodoro desejava excluí-los daquilo que considerava um assunto estritamente militar. O marechal ainda assim hesitou: "Eu queria seguir o caixão do Imperador, que é velho e quem respeito profundamente". Porém ele eventualmente cedeu sob a pressão: "Ele [Constant] quer assim, façamos a República. Benjamin e eu cuidaremos da ação militar; Sr. Quintino e seus amigos organizarão todo o resto".

### Golpe de Estado

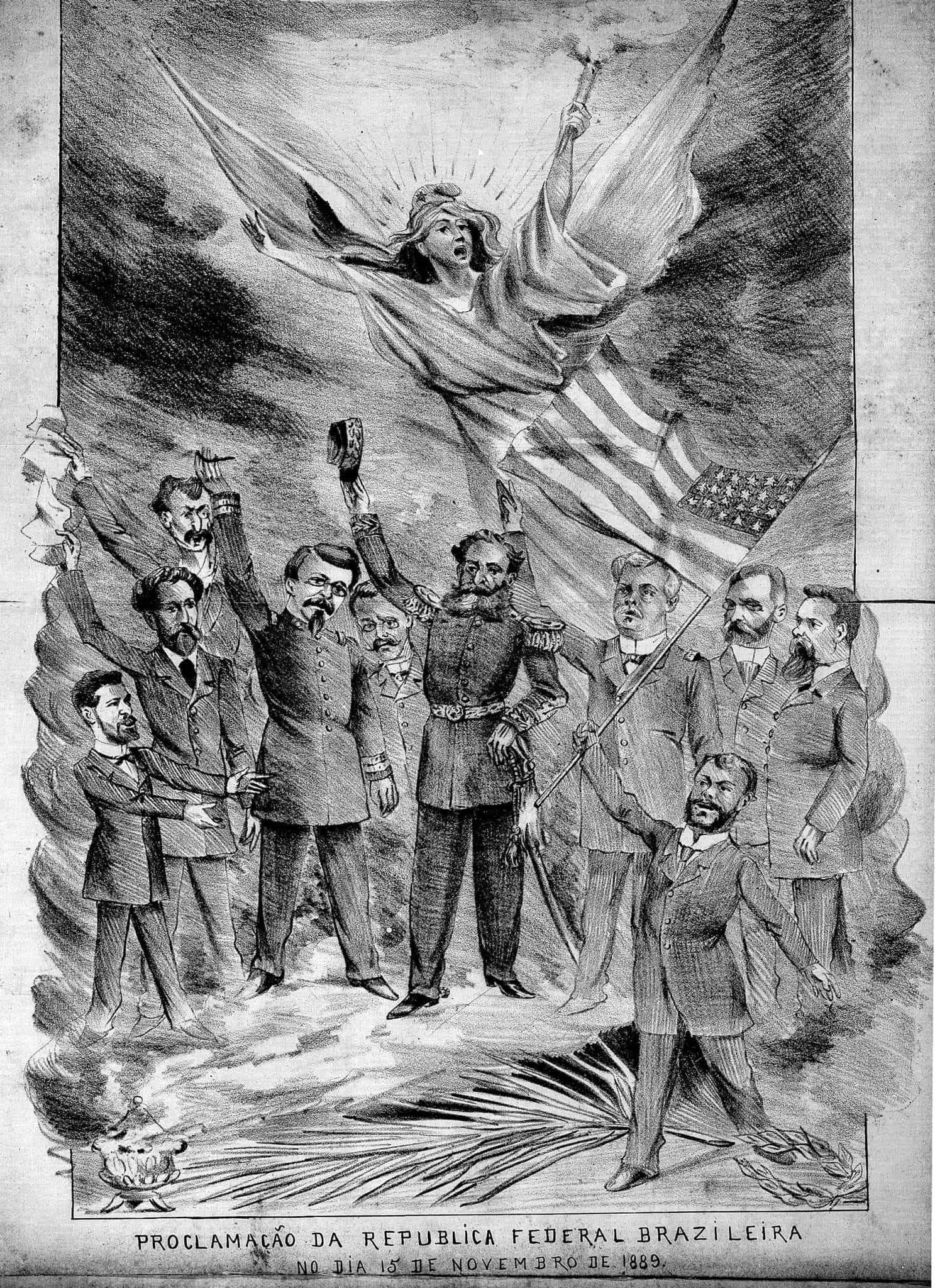
Alegoria da Proclamação da República publicada no jornal O Mequetrefe. Nela aparecem Deodoro da Fonseca, Ruy Barbosa, Quintino Bocaiuva, Silva Jardim, Lopes Trovão, José do Patrocínio e outros líderes do movimento republicano.

Às 11h00min do dia 14 de novembro, Deodoro assumiu o comando de seiscentos homens, a maioria dos quais não tinham conhecimento do que estava acontecendo ou acreditavam estar organizando alguma forma de defesa contra a Guarda Nacional ou a Guarda Negra. Alguns republicanos gritaram "Viva a República!", porém Deodoro ordenou silêncio.
Ao saberem da revolta, Ouro Preto e outros ministros do gabinete foram para o quartel general do exército, localizado no Campo de Santana no centro do Rio de Janeiro. As tropas supostamente leais lá estavam em maior número e melhores equipadas do que a força rebelde. O marechal e general adjunto do exército Floriano Peixoto garantiu que a lealdade de seus homens estava com Ouro Preto, porém secretamente aliou-se aos rebeldes. Floriano e Rufino Eneias Gustavo Galvão, Visconde de Maracaju e Ministro da Guerra, além de primo de Deodoro, ignoraram repetidas ordens de Ouro Preto para atacarem os rebeldes, que se aproximavam do quartel general. Ele tentou convencê-los, lembrando da bravura do exército brasileiro durante a Guerra do Paraguai. Todavia, Floriano respondeu dizendo que "sim, mas lá tínhamos em frente inimigos e aqui somos todos brasileiros!", o que finalmente fez Ouro Preto perceber o quão longe o motim tinha se espalhado pelos membros das forças armadas.
As tropas ostensivamente leais abriram os portões para Deodoro, que gritou "Vida longa Sua Majestade o Imperador!". Ele encontrou-se com Ouro Preto e se comprometeu a pessoalmente apresentar a Pedro uma lista contendo os nomes daqueles que seriam incluídos no novo gabinete. Deodoro não proclamou a república, para a desilusão dos republicanos civis e militares, e parecia que ele apenas iria derrubar o gabinete. O marechal estava inseguro sobre se queria agir contra o imperador e os próprios rebeldes não acreditavam que o golpe seria bem sucedido. As poucas pessoas que testemunharam o que ocorreu não perceberam que era uma rebelião e Aristides Lobo afirmou que a população ficou "aturdida". "Raramente uma revolução foi tão minoritária".

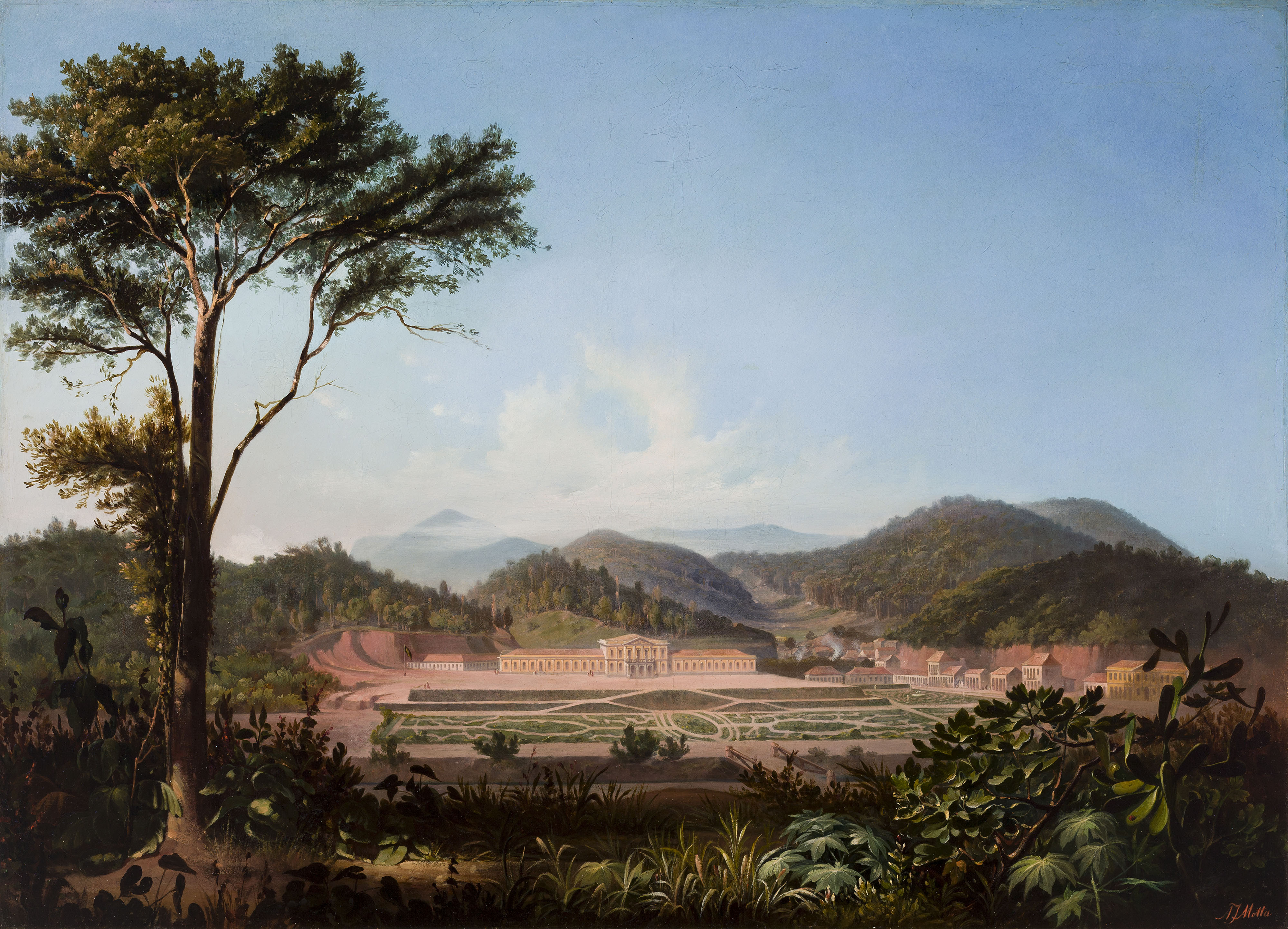
Palácio Imperial de Petrópolis, atual Museu Imperial, construído pelo Imperador e seu grande refúgio. Pintura de Agostinho José da Mota, cerca de 1855.

Pedro estava em Petrópolis na manhã do dia 15 de novembro quando recebeu o primeiro telegrama de Ouro Preto informando-o da rebelião. Entretanto, ele deu pouca importância para a notícia. Às 11h00min, enquanto deixava uma missa marcando o 45º aniversário da morte de sua irmã mais velha a rainha D. Maria II de Portugal, o monarca recebeu um segundo telegrama e decidiu voltar ao Rio de Janeiro. Sua esposa Teresa Cristina expressou preocupações, porém ele disse: "Sobre o que madame? Quando eu chegar lá estará acabado!".
Ele viajou de trem, lendo os jornais e revistas científicas. 

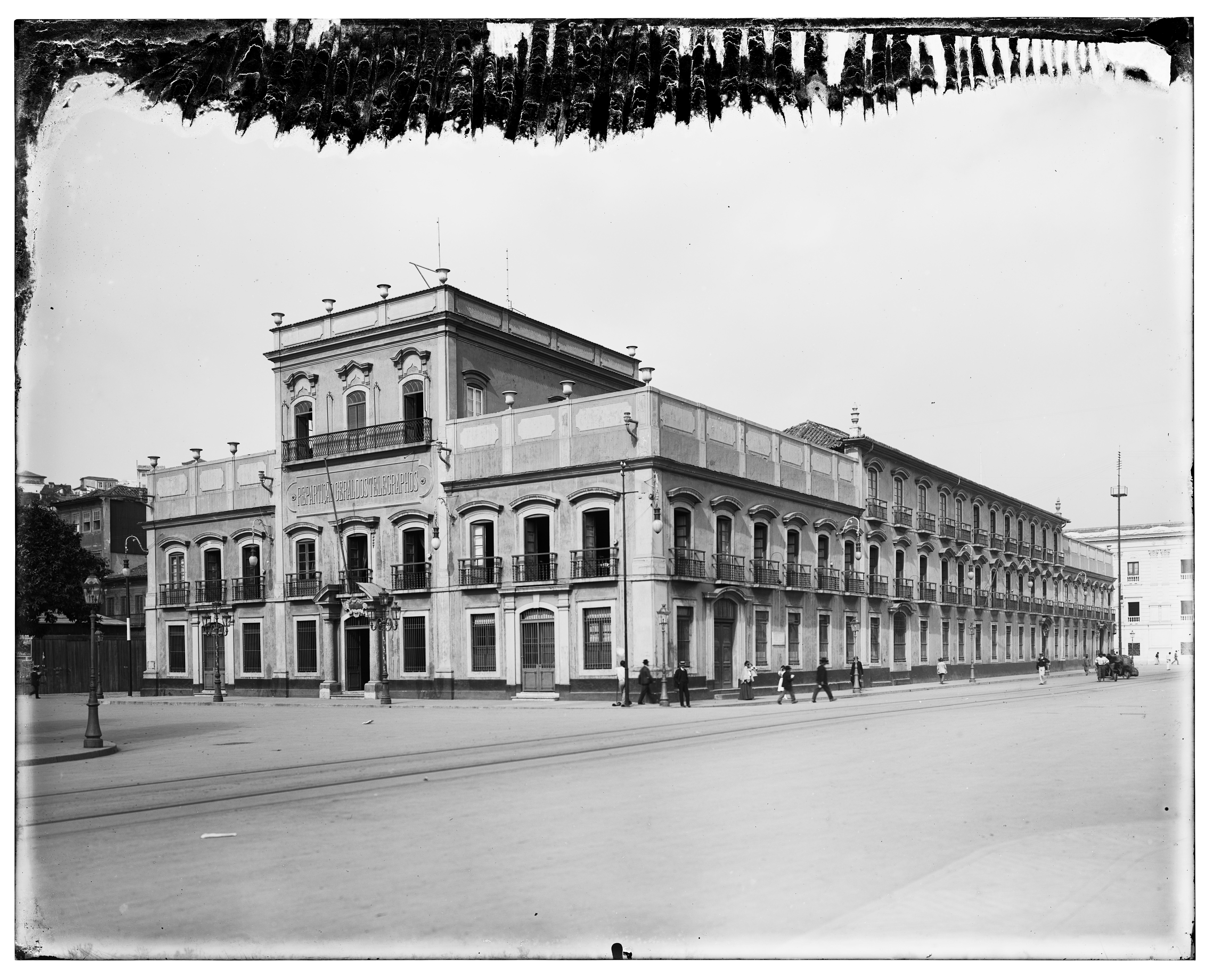
Paço Imperial, na Praça XV, fotografia de 1895, de Marc Ferrez. Sede do governo imperial, e primeira residência de D. João VI no Brasil e última morada da Família Imperial no Brasil.

O imperador chegou ao Paço Imperial às 15h00min sem imaginar a gravidade da situação. André Rebouças sugeriu que ele fosse para a zona rural a fim de organizar uma resistência. O almirante Joaquim Marques Lisboa, Marquês de Tamandaré, pediu permissão para liderar a marinha e suprimir a rebelião. Pedro rejeitou todas as ideias e disse: "Isto não é nada. Eu conheço meus compatriotas". O imperador perguntou ao senador Manuel Francisco Correia o que ele achava sobre a situação. Correia respondeu dizendo que acreditava que aquele era o fim da monarquia. Pedro não demonstrou reação, como se não estivesse preocupado com a possibilidade.

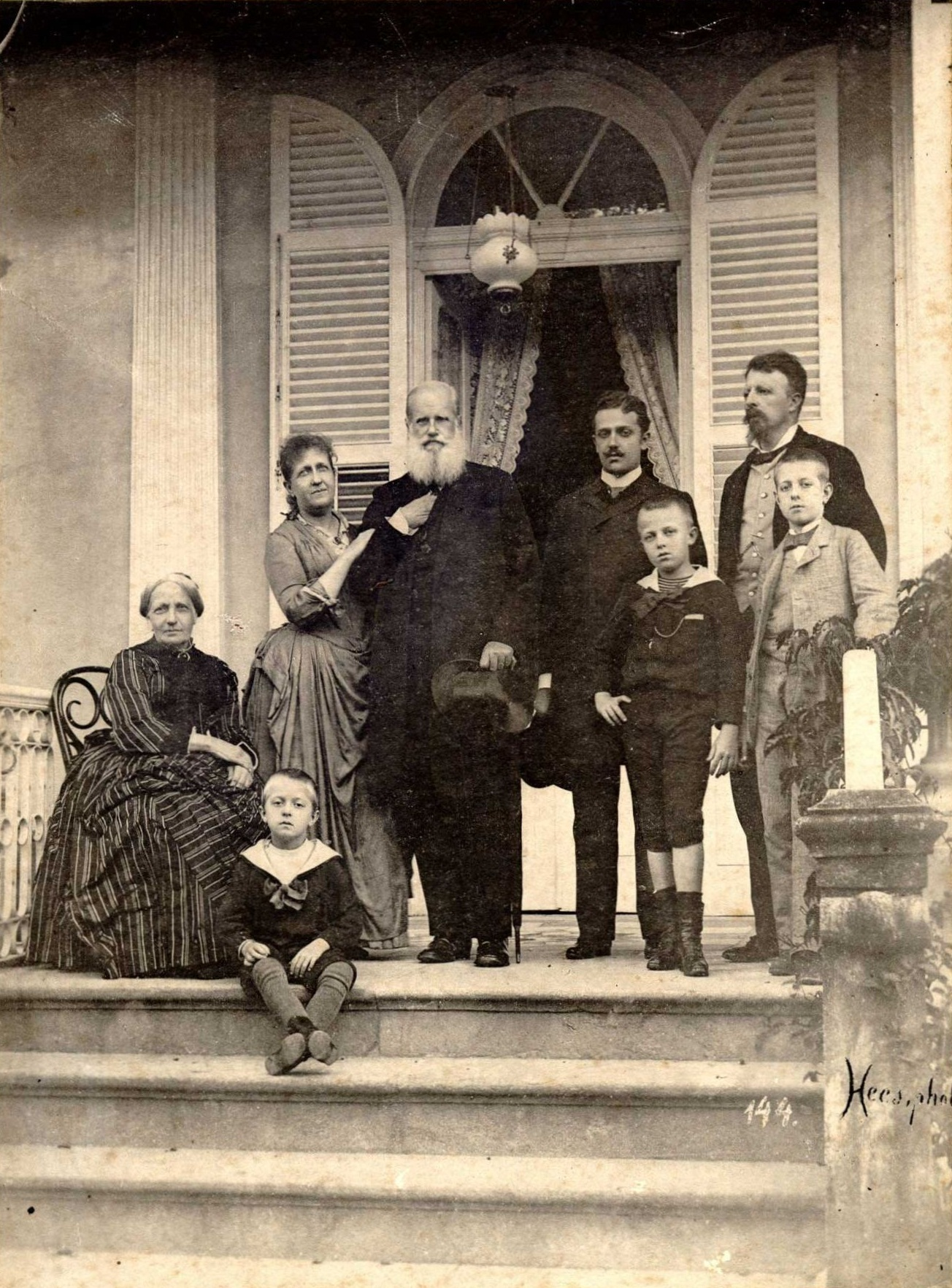
A última foto da família imperial ainda no trono em 1889, por Otto Hees. Da esquerda para a direita: Teresa Cristina, Antônio, Isabel, Pedro II, Pedro Augusto, Luís, Gastão e Pedro de Alcântara, Príncipe do Grão-Pará. Foi tirada na varanda da Casa da Princesa Isabel, em Petrópolis.

Ouro Preto chegou às 16h e sugeriu que o imperador nomeasse o senador Gaspar da Silveira Martins, que poderia chegar na cidade dentro de dois dias, como o novo Presidente do Conselho. Deodoro evitou encontrar-se pessoalmente com Pedro, porém decidiu inaugurar a república ao saber que o monarca tinha nomeado ao cargo um de seus inimigos pessoais. A recém eleita Câmara dos Deputados apenas entraria em sessão no dia 20 de novembro, enquanto o Senado estava em recesso. Por essa razão, Isabel insistiu que seu pai convocasse o Conselho de Estado a fim de lidar com a situação, porém a resposta foi: "Mais tarde". A princesa mesmo assim convocou os membros do conselho por iniciativa própria. O conselho finalmente se reuniu às 23h e após duas horas recomendaram que o imperador nomeasse Saraiva ao invés de Silveira Martins. O político aceitou o cargo e enviou um emissário para negociar com Deodoro, porém o marechal respondeu que era tarde para mudar de ideia. Ao saber da resposta, Pedro comentou: "Se assim é, será minha aposentadoria. Trabalhei demais e estou cansado. Agora vou descansar".

### Ida para o exílio

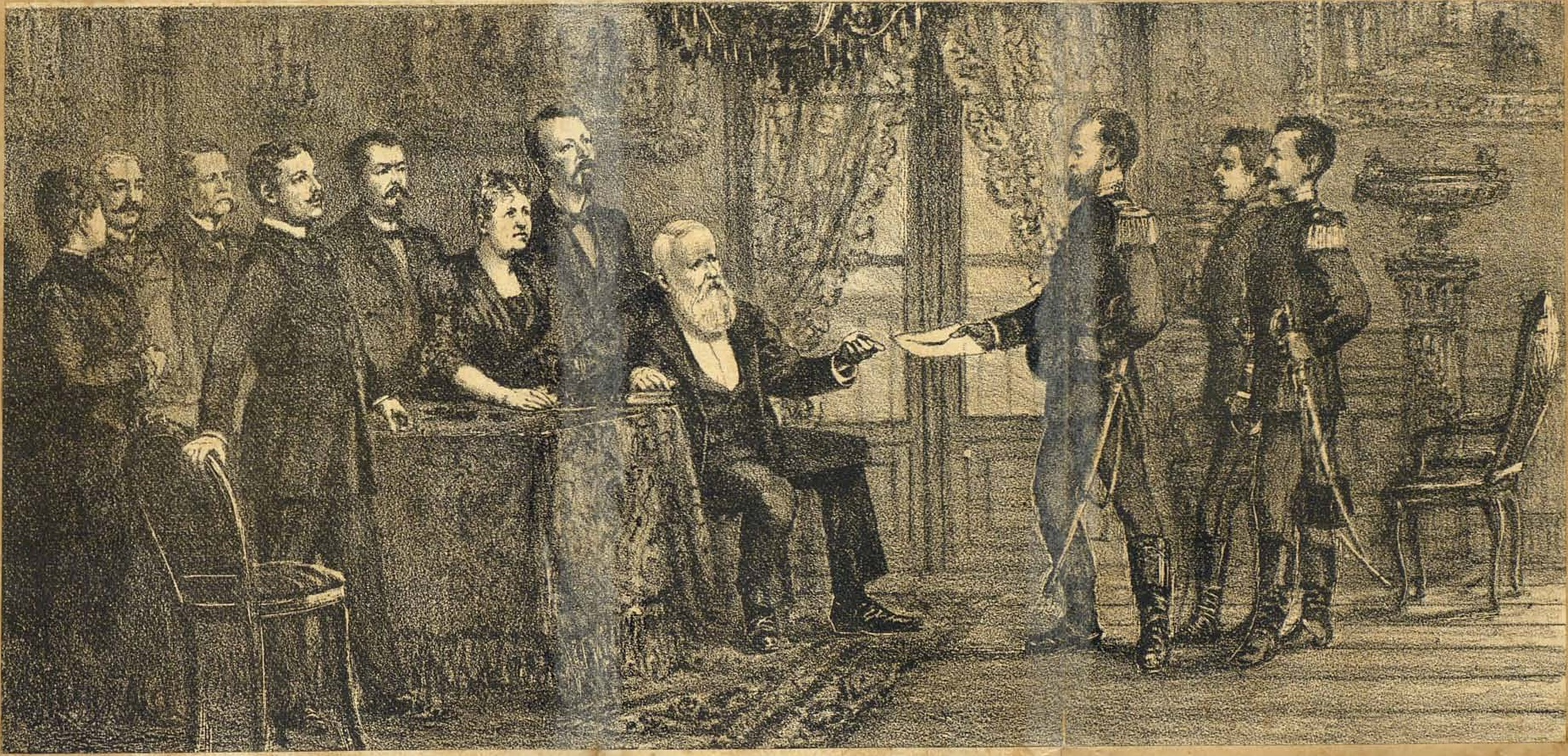
Entrega da mensagem de exílio a D. Pedro II, pelo Major Sólon, no Paço Imperial, no dia 16 de novembro de 1889.

A família imperial foi confinada ao Paço Imperial pelo dia 16 de novembro, cercados por um regimento de cavalaria. Pedro continuou a ler e pareceu calmo durante todo o período. O major Frederico Sólon de Sampaio Ribeiro informou à família imperial às 15h00min de que a república havia sido proclamada e que eles precisavam deixar o país dentro de 24 horas. Barman disse que os "republicanos não tinham coragem de encontrar com o Imperador, quem eles secretamente admiravam, cara a cara" e assim enviaram oficiais de baixa patente para se comunicarem com ele. Sólon, ao cumprimentar Pedro, inicialmente o chamou de "Vossa Excelência", depois "Vossa Alteza" e por fim "Vossa Majestade". Apesar de claramente deposto, o imperador ainda assim era muito respeitado por todos, como ilustrado por uma de suas conversas com o major: Sólon: "Eu venho em nome do Governo Provisório para respeitosamente entregar a Vossa Majestade esta mensagem. Vossa Majestade tem uma resposta para dar?" Pedro: "Não no momento". Sólon: "Posso então me retirar?" Pedro: "Sim". A notícia do banimento fez as mulheres chorarem, enquanto os homens lutaram para manterem-se calmos – com a exceção de Pedro, que permaneceu passivo. O monarca resolveu partir na manhã seguinte e enviou uma mensagem ao governo provisório dizendo que concordava em deixar o país.
O governo republicano temia que demonstrações de apoio ao imperador estourassem em 17 de novembro. O tenente-coronel João Nepomuceno de Medeiros Mallet foi enviado ao amanhecer para informar a família imperial que deveriam partir imediatamente. Uma comoção surgiu dentre os presentes até o próprio Pedro aparecer no aposento. Mallet lhe contou que o governo tinha pedido para que partissem o mais rápido possível. O imperador recusou-se a ir embora e exclamou "Estão uns doidos!", afirmando também que "não sou negro fugido. Não embarco nesta hora! [da noite]". O coronel tentou convencê-lo e alegou que estudantes republicanos lançariam demonstrações violentas contra ele. Pedro permaneceu cético: "Quem dá crédito a estudantes?" Naquele momento, tiros foram ouvidos do lado de fora. Mallet deixou o palácio para averiguar e viu que quinze marinheiros tinham tentando desembarcar em apoio ao imperador, porém foram subjugados pelas tropas republicanas. Mallet voltou e enganou Pedro ao dizer que militantes republicanos tinham tentando atacá-lo e sua família. Surpreso, o imperador finalmente concordou em partir.
Quando Pedro deixou o Paço Imperial, os soldados que estavam de guarda instintivamente apresentaram suas armas e ele respondeu levantando seu chapéu. Alguns amigos próximos se prontificaram para acompanhar a família imperial no exílio, incluindo André Rebouças e Franklin Dória, Barão de Loreto. Poucas pessoas estavam presentes para testemunhar a partida. Eles foram levados ao navio a vapor Parnaíba e depois para o Alagoas, em que partiram no dia seguinte para Portugal. Pedro pouco antes de ir embora enviou uma mensagem para seu fiel amigo Tamandaré, que permanecera ao seu lado até o embarque: "O que está feito, está feito. Fica com todos vocês estabelecer a ordem e consolidar suas instituições". Ao saber da partida do imperador, Constant afirmou: "Está realizado, o mais doloroso de nossos deveres". O major Carlos Nunes de Aguiar disse a Ruy Barbosa, que estava ao seu lado testemunhando a partida de longe: "Você estava certo de chorar quando o Imperador partiu". A historiadora Lilia Moritz Schwarcz afirmou que foi "o fim da monarquia, mas não do mito, chamado d. Pedro".

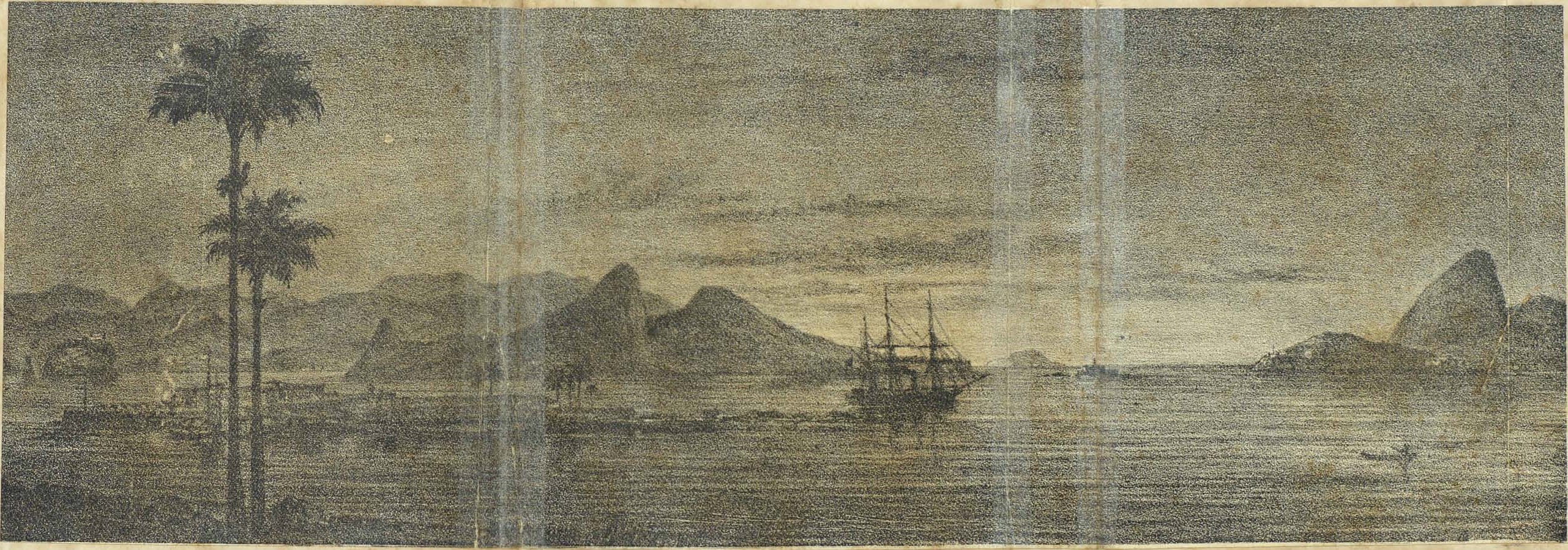
Partida para o exílio da Família Imperial no dia 17 de novembro de 1889, no vapor Alagoas.

De acordo com a historiadora Dana Gardner Munro, o governo liderado por Deodoro "era pouco mais do que uma ditadura militar. O exército dominava os assuntos tanto no Rio de Janeiro quanto nos outros estados. A liberdade de imprensa desapareceu e as eleições eram controladas por aqueles no poder". O regime republicano que sucedeu a queda da monarquia revelou-se altamente instável. Em "pouco mais de um século de existência, a República Brasileira enfrentou doze estados de emergência, dezessete Atos Institucionais, o Congresso Nacional dissolvido seis vezes, dezenove revoluções militares, duas renúncias presidenciais, três presidentes impedidos de assumir o cargo, quatro presidentes depostos, sete Constituições diferentes, quatro ditaduras e nove governos autoritários".